# حسين بهزاد
حسين علي بهزاد (مواليد 9 أبريل 1998) لاعب كرة قدم قطري يجيد اللعب في خط الدفاع في نادي الريان.

## مسيرة اللاعب
لعب في نادي السد ونادي الشمال ونادي الريان.

## روابط خارجية
- حسين بهزاد على موقع قاعدة بيانات كرة القدم.إي يو (الإنجليزية)
- حسين بهزاد على موقع Soccerway.com (الإنجليزية)